# I Love It - in Concert
I Love It - in Concert er en musical-koncert om cremekongen Ole Henriksen, og er skrevet af Claus Reenberg, Mathias Madsen Munch og Rasmus Lundgreen.

## Verdenspremiere september 2017
D. 27. september havde I Love It - in Concert premiere i Musikkens Hus i Aalborg. Hovedrollen som Ole Henriksen blev spillet af popsangeren Bryan Rice. Ole Henriksens mand Laurence Roberts blev spillet af skuespiller Christian Lund. Derudover medvirkede Teit Samsø og Nicoline Siff Møller. Hele koncerten blev akkompagneret af Aalborg Symfoniorkester, som blev dirigeret af Henrik Vagn Christensen.

## Danmarksturné januar 2019
I januar 2019 turnerede koncerten rundt i hele landet i showet Det Bli'r En God Dag. Bryan Rice var eneste genganger fra det originale cast. Derudover var Camille Jones solist på turnéen.

## Udgivelse
I forbindelse med forestillingen udkom sangene Det bli'r en god dag og I Love It med Christian Lund, Bryan Rice og Aalborg Symfoniorkester i sommeren 2017 på alle streamingplatforme.

## Sange

### Første akt
- Det bli'r en god dag - Alle
- Tilbage til Nibe - Instrumental
- Fjordens bred - Ole
- Lev livet nu - Harvey
- Verdens ende - Ole og Harvey
- Lykkelig - Ole og Harvey
- Special price - Lagita
- Kita Menyukainya - Lagita og Ole
- Skin care guru - Lagita, Harvey og Ole
- Hollywood - Alle

### Anden akt
- The American Cream - Laurence, Harvey og Ole
- Hvorfor tog jeg med? - Ole
- Miraklerne sker - Reta og Ole
- Dit yndlings TV-Show - Ole, Laurence og Oprah
- De rige svin - Harvey
- Du og jeg - Laurence og Ole
- Skænderiet - Ole, Harvey og Laurence
- Du må aldrig - Lagita
- Et enkelt klem - Harvey og Ole
- En skønne dag - Laurence
- I Love It